# Lecidea erythrophaea
Lecidea erythrophaea är en lavart som beskrevs av Flörke ex Sommerf. Lecidea erythrophaea ingår i släktet Lecidea och familjen Lecideaceae.  Arten är reproducerande i Sverige. Inga underarter finns listade i Catalogue of Life.